# 이르비드주
이르비드주(아랍어: محافظة إربد)는 요르단 북서부에 위치한 주로, 주도는 이르비드이며 면적은 1,621km2, 인구는 951,000명(2006년 기준)이다. 요르단 최북단에 위치하고 있으며 암만주에 이어 요르단에서 두 번째로 인구가 많은 주이자 요르단에서 인구밀도가 가장 높은 주이기도 하다.
남동쪽으로는 마프라크주와 제라시주, 남쪽으로는 아질룬주와 발카주, 남서쪽으로는 요르단강을 경계로 이스라엘과 인접해 있으며 북쪽으로는 야르무크강을 경계로 시리아와 인접해 있다. 고대 도시 유적인 데카폴리스로 유명하다.